# 翁澤生
翁澤生（1903年—1939年3月19日），明治36年（1903年）生於臺北廳大稻埕區，中國共產黨黨員，1928年與謝雪紅在上海成立台灣共產黨。

## 生平
翁澤生於太平公學校畢業之後，被父親翁瑟士送往廈門就讀集美中學，返台時常與文化協會接觸。1923年7月於太平公學校創校25周年紀念會上，以校友身分演講，主張「臺灣人是漢民族」、「臺灣人要講漢語」，會場騷動，被稱為「太平公學校事件」，後又於「打破陋習演講會」，與日本警察衝突，被拘禁兩個月。之後赴中國就讀廈門大學、私立上海大學社會學系，受教於著名中共領導人瞿秋白。
翁澤生1925年加入中國共產黨，1928年4月15日與謝雪紅在上海成立台灣共產黨（全名「日本共產黨臺灣民族支部」）。1929年與林木順、侯朝宗、李友邦等在上海籌備成立上海臺灣學生聯合會、上海臺灣青年團，聲援霧社事件，接受共產國際指導，倡議解散文化協會，進行朝鮮與臺灣獨立，推動中國與世界革命。1930年初，翁澤生派往共產國際遠東局（駐上海）協助聯繫台灣島內台灣共產黨並介入台共的組織工作，此間，曾在中共中央主辦的刊物《環球》以筆名「麗島」發表關於台灣形勢的論文。1930年底以中國共產黨中央巡視員身分到廣東指導工作，1932年3月4日在上海被捕，同年5月17日由上海警察引渡給日警，於1933年3月押回臺灣，被判13年徒刑，於臺北監獄監禁。1939年3月1日因病假釋出獄，同年3月19日病逝，享年37歲。 二戰結束後，國民政府一度將翁澤生入祀台北忠烈祠，但查明其共黨身份後，1958年被移出。

### 書目
- 〈《臺灣共產主義運動與共產國際(1924-1932)》若干考訂之辨析──以翁澤生新見逸文〈日本帝國主義鐵蹄下的臺灣〉為中心的討論〉，《史原》復刊第1期[總第22期](2010，台北): 259–292
- 陳翠蓮《百年追求：臺灣民主運動的故事 卷一 自治的夢想》衛城出版
- 林江〈懷念父親翁澤生〉，《不能遺忘的名單－臺灣抗日英雄榜》頁89，海峽學術出版社，2001年2月。（本文原載北京《臺聲》月刊1985年1期，原標題《回憶父親翁澤生烈士》）

### 引用
1. ↑  . . 《史原》. 2010, (復刊第1期[總第22期]): 259–292  [2025-5-15].
2. ↑  .   [2016-05-23]. （原始内容存档于2017-03-05）.
3. ↑  .   [2016-05-23]. （原始内容存档于2017-03-05）.